# Anime purganti (Bazzani)
Le anime purganti o Anime del Purgatorio è un dipinto a olio su tela di Giuseppe Bazzani, databile al 1743 circa e conservato nella Chiesa Prepositurale di Sant'Erasmo di Castel Goffredo.